# Croc-Blanc (film, 1946)
Pour plus de détails, voir Fiche technique et Distribution.
Croc-Blanc (Белый Клык) est un film soviétique réalisé par Aleksandr Zgouridi, sorti en 1946,.

## Fiche technique
- Photographie : Viktor Asmus, Gleb Troianski, Boris Voltchek
- Musique : Viktor Oranski
- Décors : V. Basov, Sergeï Kozlovskiï, N. Mironovitch